# Стримбень (Сусень, Арджеш)
Стримбень, Стримбені (рум. Strâmbeni) — село у повіті Арджеш в Румунії. Входить до складу комуни Сусень.
Село розташоване на відстані 96 км на захід від Бухареста, 18 км на південь від Пітешть, 98 км на північний схід від Крайови, 118 км на південний захід від Брашова.

## Населення
За даними перепису населення 2002 року у селі проживали 352 особи, усі — румуни. Усі жителі села рідною мовою назвали румунську.